# Бет (эфиопская буква)

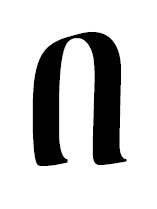

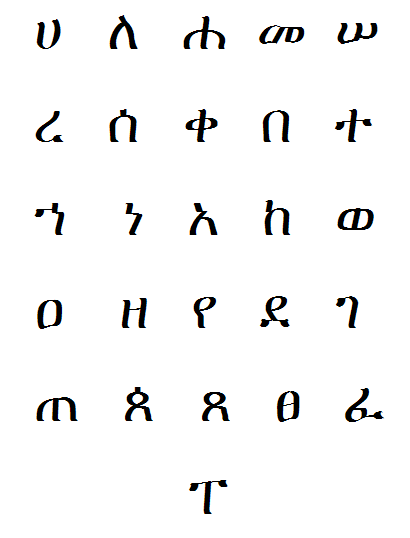

Бет, бэт (амх. ቤት) — буква эфиопского алфавита геэз, обозначает звонкий губно-губной взрывной согласный.
- Бэт геэз — በ (бэ)
- Бэт каэб — ቡ (бу)
- Бэт салис — ቢ (би)
- Бэт рабы — ባ (ба)
- Бэт хамыс — ቤ (бе)
- Бэт садыс — ብ (бы, б)
- Бэт сабы — ቦ (бо)